# Eva Nazemson
Eva Nazemson, nascida em 6 de julho de 1985 é uma apresentadora de televisão sueca do Kanal 5 (Suécia). Anteriormente apresentou o programa Nattliv, na emissora sueca TV4.
Nazemson se tornou notícia mundial em 23 de setembro de 2007, quando ela vomitou ao vivo na televisão nacional. Este incidente a fez manchetes em todo o mundo, e ainda participou do programa de televisão de Tyra Banks, o "The Tyra Banks Show".
O vídeo do vômito de Eva, no YouTube, recebeu um grande número de visualizações.